# Kijoba
Kijoba è un comune dell'Azerbaigian situato nel distretto di Astara. Conta una popolazione di 4 412 abitanti.